# 蔵本雅由
蔵本 雅由（くらもと まさよし、1973年2月8日 - ）は、岐阜県羽島市出身の元社会人野球の選手（投手）。
モデルの蔵本敬充と元プロ野球選手の英智は実弟。

## 経歴
県立岐阜商高在籍時は、3年時にエースとして後に弟・英智のチームメイトとなる和田一浩とバッテリーを組んでいた。
1990年夏の甲子園県予選では決勝で美濃加茂高に敗退。
高校卒業後は名城大学に進学、当時愛知大学野球リーグの二部だった名城大学を一部へ昇格させる活躍を見せた。
1995年、前年に野球部を創設した一光に入社。背番号は14。エース左腕として平野隆史や田中明らとともに9年間にわたって一光の投手陣を支え、補強選手としても都市対抗野球に毎年のように出場した。2003年は兼任コーチとしてプレーしている。
2004年、ケイ・スポーツベースボールクラブに転籍、1年間プレーして現役を引退。

## 選手としての特徴・人物
高校生時代は『蔵本三兄弟の長男』としてプロのスカウトに知られていた。
一光在籍時に、手塚一志の指導を仰いでジャイロボールをマスターしたとされている。